# イスマーイール・サーマーニー廟

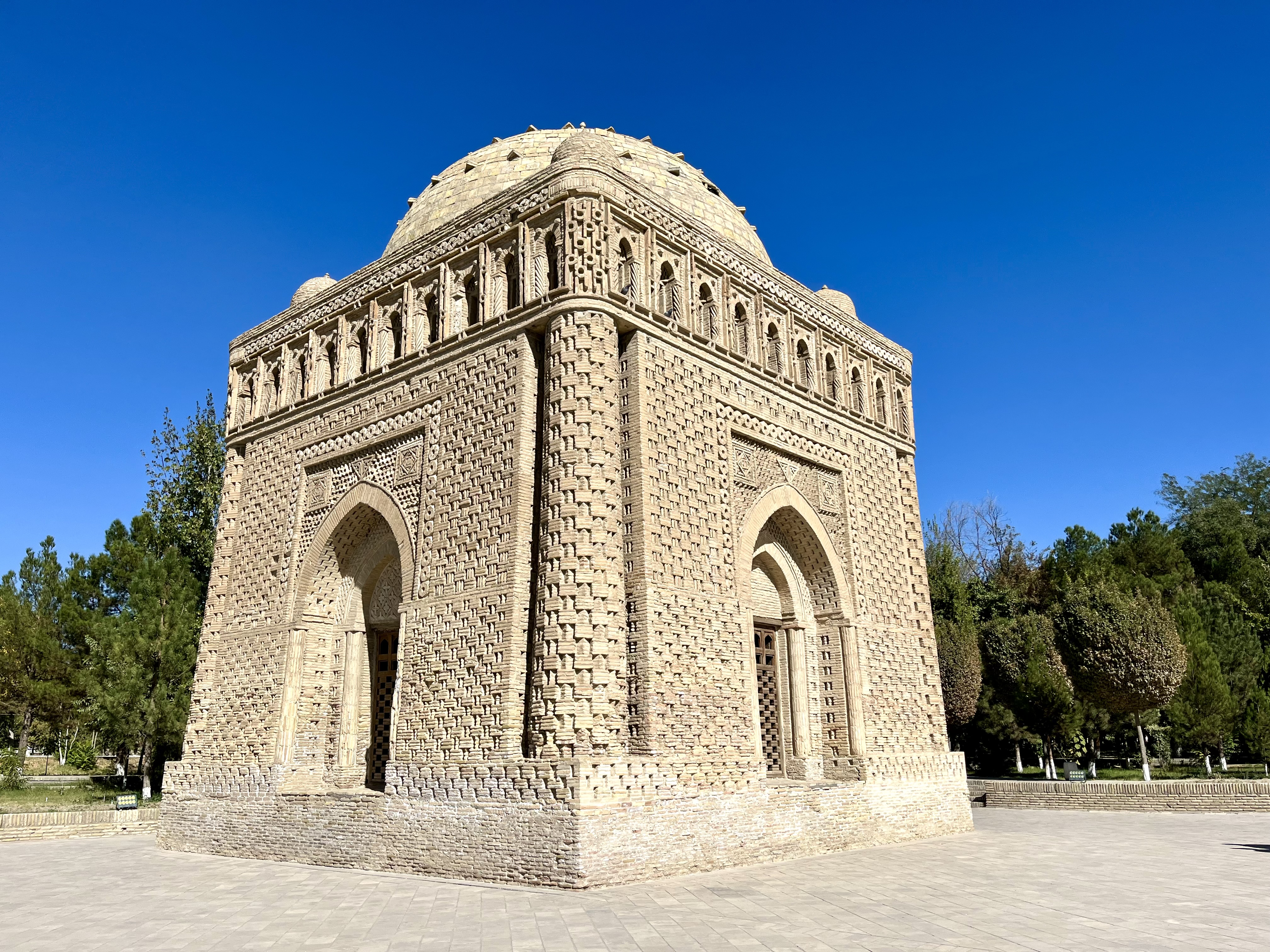
イスマーイール・サーマーニー廟

イスマーイール・サーマーニー廟とは、ウズベキスタン・ブハラにある中央アジア最古のイスラーム建築である。ここに、9世紀末に中央アジアに成立したサーマーン朝の王族が眠っている。サーマーン朝の名君イスマーイール・サーマーニーの名前が付けられているが、名前が示す通りイスマーイールの廟であるかは不明である。
13世紀のモンゴル帝国の襲来の際に廟は砂の中に埋もれており、モンゴル軍による破壊を免れた。1926年に考古学者のビャトキンによって発掘される。

## 概要
イスマーイール・サーマーニー廟が建設されたのは892年から943年である。建築に費やされた時間は約50年。イスマーイールが父のために建立したと伝えられている。1,000年以上の年月を経てもなお、廟の土台部分はしっかりと残っており、修復作業も完了している。
イスマーイール・サーマーニー廟は中央アジアにおける最古のイスラーム建築であり、サーマーン朝以降の中央アジアにおける建築に大きな影響を残した。古代以来のレンガ建築で建設されているものの、サーマーン廟以前のイスラーム建築のいずれよりも高層になっている。
一辺10mの正方形の箱の上に、内径8mのドームが載せられた形状になっている。廟の四隅には太い円柱が置かれ、箱の部分とドームは8のアーチと16本の簗で支えられている。廟には複数の入り口が設けられているが、どれが正面入り口かは判明していない。壁の材質にはレンガのみが使用され、レンガの凹凸のみを使用して複雑な陰影を表現している。レンガは一辺20-25cmの正方形、厚さは3-5cmの形状をしており、レンガに施された装飾はイスラーム化以前の中央アジアの建築に見られる特徴が残る。
廟は外観と内装両方の美しさを評価されて宝石箱にも例えられており、月の光に照らして見た姿が最も美しいと言われている。
パキスタン建国の父であるムハンマド・アリー・ジンナーの廟であるマザーレ・カーイドは、サーマーン廟をモデルに建設されている。